# Campeonato Paulista de Futebol de 1935 (APEA)
O Campeonato de Foot-Ball da Associação Paulista de Sports Athleticos de 1935 foi a 23.ª edição do campeonato organizado pela APEA, jogado pelos clubes paulistas filiados a esta associação. É reconhecido como legítima edição do Campeonato Paulista de Futebol pela FPF. O campeão foi a Portuguesa, tendo o Ypiranga ficado com o vice-campeonato.
O Campeonato Paulista de 1935 organizado pela APEA teve originalmente nove participantes, mas o Independente abandonou a competição depois de uma derrota para o São Caetano, na segunda rodada, reduzindo o número para oito. No final do campeonato, Ypiranga e Portuguesa terminaram empatados em pontos, levando a dois jogos de desempate, realizados nos dias 5 e 12 de janeiro de 1936. O primeiro terminou em 2 x 2 e no segundo, a Portuguesa venceu por 5 x 2, ganhando o título.
Após este ano o departamento de futebol do Esporte Clube Sírio foi desativado.

## História
A princípio, o fim da Liga de Amadores de Futebol em 1929 decretou a vitória do profissionalismo no futebol brasileiro, e sua oficialização no Campeonato Paulista de 1933 sacramentou a situação. Porém, a Confederação Brasileira de Desportos (CBD, precursora da atual CBF), que comandava o futebol nacional na época, lutava pelo amadorismo e resolveu enfraquecer a APEA e a Liga Carioca de Futebol, que abraçaram ao profissionalismo. 
Na época, para combater ao retrocesso proposto pela CBD, criou-se a Federação Brasileira de Futebol (FBF) em São Paulo. Mas sendo jovem e ainda se oficializando não conseguiu combater à CBD que representava o Brasil na FIFA. A CBD ofereceu várias vantagens aos clubes que a acatassem, entre as quais incluía amistosos internacionais, coisa que a FBF não podia oferecer. Logo Vasco da Gama no Rio de Janeiro e Palestra Itália e Corinthians em São Paulo passariam a apoiar a CBD e se impor contra FBF e APEA.
Corinthians e Palestra Itália fundaram então a Liga Bandeirante de Futebol, que depois passou a se chamar Liga Paulista de Futebol, tal qual a primeira organizadora do Campeonato Paulista, e organizar um campeonato paralelo ao da APEA. Com a adesão do Santos e do São Paulo, e anos depois, da Portuguesa, essa liga sobrepujou à antiga APEA, que deixou de existir após organizar seu Campeonato Paulista de 1936.

## Campanha do Campeão
- 07/07/1935 Portuguesa 11 x 0 Ordem e Progresso
- 28/07/1935 Portuguesa 9 x 3 Ypiranga
- 18/ 08/1935 Portuguesa 6 x 1 Srio Libanês
- 25/08/1935 Portuguesa 5 x 0 Humberto I
- 01/09/1935 Estudantes 2 x 0 Portuguesa
- 09/08/1935 Portuguesa 6 x 1 Jardim América
- 22/09/1935 Portuguesa 3 x 1 EC São Caetano
- 29/09/1935 Portuguesa 5 x 0 Jardim América
- 16/10/1935 Portuguesa 5 x 1 Ordem e Progresso
- 27/10/1935 Síro Libanês 1 x 1 Portuguesa
- 11/10/1935 Portuguesa 3 x 0 EC São Caetano
- 15/11/1935 Portuguesa 0 x 0 Estudantes
- 17/11/1935 Portuguesa 2 x 0 Humberto I
- 24/11/1935 Ypiranga 3 x 2 Portuguesa

## Finais Desempate
- 05/02/1936 Portuguesa 2 X 2 Ypiranga[6]
- O Ypiranga abandou o campo em protesto contra o árbitro, Portuguesa ganhou os pontos do jogo.

- 12/01/1936 Portuguesa 5 x 2 Ypiranga[7]

## Classificação final
| Classificação |                   |    |    |    |   |    |    |    |     |
| Pos | Time              | PG | J  | V  | E | D  | GP | GC | SG  |
| 1 | Portuguesa        | 22 | 14 | 10 | 2 | 2  | 65 | 17 | 48  |
| 2 | Ypiranga          | 22 | 14 | 11 | 0 | 3  | 50 | 33 | 17  |
| 3 | Estudantes        | 20 | 14 | 9  | 2 | 3  | 47 | 16 | 31  |
| 4 | São Caetano EC    | 16 | 14 | 7  | 2 | 5  | 29 | 31 | -2  |
| 5 | Libanês           | 12 | 12 | 5  | 2 | 5  | 22 | 31 | -9  |
| 6 | Jardim América    | 7  | 13 | 3  | 1 | 9  | 23 | 39 | -16 |
| 7 | Humberto I        | 7  | 14 | 3  | 1 | 10 | 20 | 48 | -28 |
| 8 | Ordem e Progresso | 2  | 13 | 1  | 0 | 12 | 13 | 54 | -41 |
| PG - Pontos Ganhos; J - Jogos; V - Vitórias; E - Empates; D - Derrotas; GP - Gols Pró; GC - Gols Contra; SG - Saldo de Gols |                   |    |    |    |   |    |    |    |     |

## Premiação
| Campeão Paulista de 1935 (Campeonato da APEA) |
| --------------------------------------------- |
| PORTUGUESA (1º título)                        |